# Klausa (Nobitz)
Klausa ist ein Ortsteil von Nobitz im Landkreis Altenburger Land in Thüringen.

## Lage und Verkehr
Klausa liegt südlich von Nobitz und nördlich von Ehrenhain an der Bundesstraße 180. Das Dorf befindet sich am Leinawald 8 Kilometer östlich von Altenburg entfernt. Zwischen 1901 und 1995 besaß Klausa einen Haltepunkt an der Bahnstrecke Altenburg–Langenleuba-Oberhain.

## Geschichte

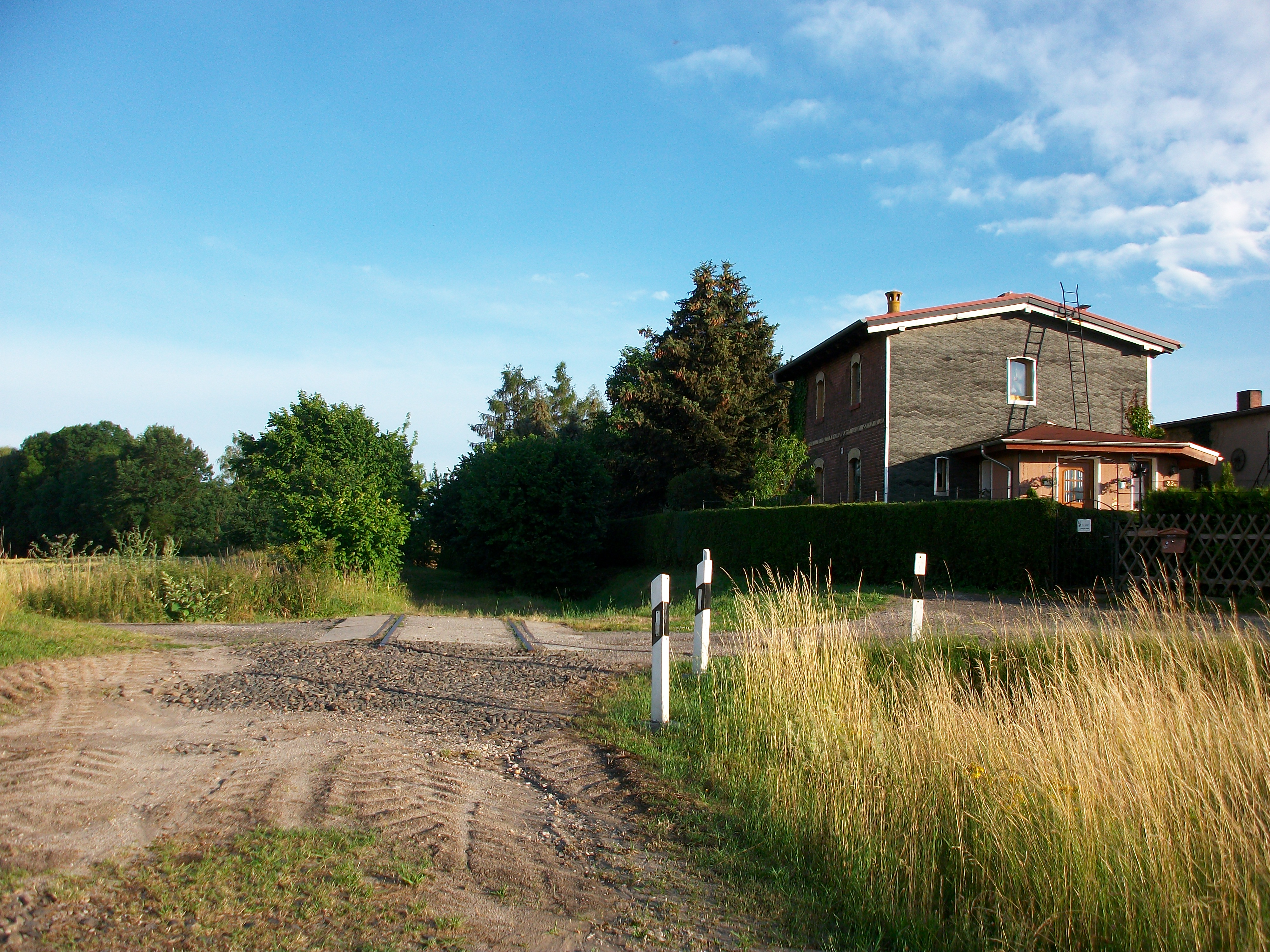
Ehemaliger Haltepunkt Klausa, Gleisrest (2017)

Im Jahre 1590 wurde der Ort erstmals urkundlich erwähnt. Am Waldrand entstand an einer Zollstation eine für Waldarbeiter des Staatsforstes erweiterte Kleinsiedlung. Die Flur war im benachbarten Garbus inbegriffen. Der Ort gehörte zum wettinischen Amt Altenburg, welches ab dem 16. Jahrhundert aufgrund mehrerer Teilungen im Lauf seines Bestehens unter der Hoheit folgender Ernestinischer Herzogtümer stand: Herzogtum Sachsen (1554 bis 1572), Herzogtum Sachsen-Weimar (1572 bis 1603), Herzogtum Sachsen-Altenburg (1603 bis 1672), Herzogtum Sachsen-Gotha-Altenburg (1672 bis 1826). Bei der Neuordnung der Ernestinischen Herzogtümer im Jahr 1826 kam der Ort wiederum zum Herzogtum Sachsen-Altenburg.
Nach der Verwaltungsreform im Herzogtum gehörte er bezüglich der Verwaltung zum Ostkreis (bis 1900) bzw. zum Landratsamt Altenburg (ab 1900). Das Dorf gehörte ab 1918 zum Freistaat Sachsen-Altenburg, der 1920 im Land Thüringen aufging. 1922 kam es zum Landkreis Altenburg.
Im späten 19. Jahrhundert wurde im Nachbarort Garbus die Braunkohlegrube Winterfeld und eine kleine Brikettfabrik eröffnet, die ganzjährige Arbeitsmöglichkeiten boten. Die Industrialisierung hatte das stetige Wachstum des Ortes zur Folge. Im Jahr 1901 wurde der Bau der Bahnstrecke Altenburg–Langenleuba-Oberhain vollendet. Am Weg nach Hauersdorf entstand der Haltepunkt Klausa, um die im Altenburger Umland produzierten Waren (Ziegeleiprodukte, Holz aus dem Leinawald und Braunkohlebriketts) zu verladen. In der waldreichen Umgebung wurden mehrere Fabrikantenvillen und Landhäuser errichtet. Einige Häuser wurden nach dem Zweiten Weltkrieg enteignet und ab 1959 als Seniorenheim genutzt. Das Gebäude wurde 1996 bis 1998 modernisiert.
Am 1. März 1951 wurde die Gemeinde Garbus in Klausa umbenannt. Seit dem 1. Januar 1973 ist Klausa gemeinsam mit dem Nachbarort Garbus ein Ortsteil von Nobitz. Bei der zweiten Kreisreform in der DDR wurden 1952 die bestehenden Länder aufgelöst und die Landkreise neu zugeschnitten. Somit kam der Ort mit dem Kreis Altenburg an den Bezirk Leipzig, der seit 1990 als Landkreis Altenburg zu Thüringen gehörte und 1994 im Landkreis Altenburger Land aufging. Der Bahnhaltepunkt ging 1995 außer Betrieb.

### Leinawald
Für die Ortsgeschichte ist der angrenzende Leinawald bedeutend. Der gesamte Wald wurde Mitte des 19. Jahrhunderts im Auftrag der herzoglichen Forstverwaltung in 100 quadratische Parzellen von jeweils 333 m Seitenlänge aufgemessen und durch präzise eingemessene Schneisen, parallel zur etwa 4 Kilometer langen „Klausalinie“ (Hauptachse der Vermessung) eingeteilt. Die so entstandenen Quadranten entsprachen der im 19. Jahrhundert entwickelten Bewirtschaftungsmethode für Staatswälder.

### Militärgelände und Flugplatz
Der schon vor dem Ersten Weltkrieg am Nordwestrand des Leinawaldes angelegte Exerzierplatz Nobitz wurde auch für die kaiserliche Luftwaffe als „Fliegerstation Nobitz“ genutzt. Während des Krieges wurde eine militärische Fliegerersatzabteilung nach Nobitz verlegt. Ein am Rande des Leinawaldes beschlagnahmtes Gelände von 110 Hektar wurde abgeholzt und planiert, Baracken und Flughallen errichtet. Vom Haltepunkt Klausa wurde ein etwa 3 Kilometer langes Gleis zum Flugplatz verlegt.
In den 1930er Jahren wurde auf dem Gelände ein Militärflugplatz und eine Kaserne für die Ausbildung errichtet. Im Zweiten Weltkrieg diente der Flugplatz der deutschen Luftwaffe als Stützpunkt. Am 14. April 1945 eroberten amerikanische Kampfverbände den Flugplatz und die militärischen Anlagen und Depots im Leinawald. Am 1. Juli 1945 besetzte die Rote Armee den Flugplatz und nutzte ihn bis 1992.